# Giro del Piemonte 2010
El Giro del Piamonte 2010 se disputó el 14 de octubre de ese año por un trazado de 194 km con inicio en Cossato y final en Cherasco. Fue la primera vez que se utilizó también la denominación de Gran Piemonte para referirse a esta competición.
Estuvo encuadrada en el UCI Europe Tour, dentro de la categoría 1.HC (máxima categoría de estos circuitos).
Tomaron parte en la carrera 20 equipos: 13 de categoría UCI ProTour (Omega Pharma-Lotto, Ag2r-La Mondiale, Astana, Caisse d'Epargne, Garmin-Transitions, Lampre-Farnese Vini, Quick Step, Sky Professional Cycling Team, Team Katusha, Liquigas-Doimo, Rabobank, Team HTC-Columbia y Team Saxo Bank); y 7 de categoría Profesional Continental (Cofidis, le Crédit en Ligne, Acqua & Sapone-D'Angelo & Antenucci, Androni Giocattoli-Serramenti PVC Diquigiovanni, BMC Racing Team, Cervélo Test Team, Colnago-CSF Inox e ISD-Neri) Formando así un pelotón de 153 ciclistas, de un máximo de 8 corredores cada equipo, aunque finalmente fueron 152 tras una baja de última hora, de los que acabaron 91.
El ganador fue, por segundo año consecutivo, Philippe Gilbert que cruzó la meta en solitario, tras atacar en el último kilómetro. Le acompañaron en el podio Leonardo Bertagnolli y Matti Breschel respectivamente.

## Clasificación final
| \| Posición \| Ciclista \| Equipo \| Tiempo \| \| -------- \| -------------------- \| ----------------------------------------------- \| --------------- \| \| 1. \| Philippe Gilbert \| Omega Pharma-Lotto \| 4 h 28 min 03 s \| \| 2. \| Leonardo Bertagnolli \| Androni Giocattoli-Serramenti PVC Diquigiovanni \| a 2 s \| \| 3. \| Matti Breschel \| Saxo Bank \| m.t. \| \| 4. \| Filippo Pozzato \| Katusha \| a 4 s \| \| 5. \| Dries Devenyns \| Quick Step \| m.t. \| \| 6. \| Mauro Finetto \| Liquigas-Doimo \| m.t. \| \| 7. \| Domenico Pozzovivo \| Colnago-CSF Inox \| m.t. \| \| 8. \| Bauke Mollema \| Rabobank \| m.t. \| \| 9. \| Rigoberto Urán \| Caisse d'Epargne \| m.t. \| \| 10. \| Daniele Pietropolli \| Lampre-Farnese Vini \| m.t. \| |                      |                                                 |                 |
| Posición | Ciclista             | Equipo                                          | Tiempo          |
| 1. | Philippe Gilbert     | Omega Pharma-Lotto                              | 4 h 28 min 03 s |
| 2. | Leonardo Bertagnolli | Androni Giocattoli-Serramenti PVC Diquigiovanni | a 2 s           |
| 3. | Matti Breschel       | Saxo Bank                                       | m.t.            |
| 4. | Filippo Pozzato      | Katusha                                         | a 4 s           |
| 5. | Dries Devenyns       | Quick Step                                      | m.t.            |
| 6. | Mauro Finetto        | Liquigas-Doimo                                  | m.t.            |
| 7. | Domenico Pozzovivo   | Colnago-CSF Inox                                | m.t.            |
| 8. | Bauke Mollema        | Rabobank                                        | m.t.            |
| 9. | Rigoberto Urán       | Caisse d'Epargne                                | m.t.            |
| 10. | Daniele Pietropolli  | Lampre-Farnese Vini                             | m.t.            |